# Nuevo Chablé
La localidad de Nuevo Chable está situado en el Municipio de Emiliano Zapata (en el Estado de Tabasco). 

## Población
Tiene 383 habitantes. 

## Altitud
Nuevo Chable está a 10 m s. n. m.

## Colegios y Escuelas
DIANA LAURA RIOJAS REYES  
GUADALUPE BARRIENTOS LUNA 
OSCAR ESPINOZA CHAN  
PREESCOLAR COMUNITARIO 